# Rosângela Santos
Rosângela Cristina Oliveira Santos (* 20. Dezember 1990 in Washington, D.C.) ist eine brasilianische Leichtathletin, die sich auf den Sprint spezialisiert hat. Aktuell ist sie Inhaberin des Südamerikarekordes im 100-Meter-Lauf.

## Sportliche Laufbahn
Erste Erfahrungen bei internationalen Meisterschaften sammelte Rosângela Santos bei den Jugendsüdamerikameisterschaften 2006 in Caracas. Dort gewann sie die Silbermedaille über 100 Meter und Gold mit der brasilianischen 4-mal-100-Meter-Staffel und der Sprintstaffel. 2007 siegte sie bei den Juniorensüdamerikameisterschaften in São Paulo mit der Staffel und über 100 Meter und auch bei den Panamerikanischen Jugendspielen gewann sie in diesen beiden Disziplinen die Silbermedaille. Zudem gewann sie bei den Jugendweltmeisterschaften in Ostrava die Silbermedaille über 100 Meter. 2008 gewann sie bei den Juniorenweltmeisterschaften im polnischen Bydgoszcz die Bronzemedaille mit der Staffel und verpasste im Einzelbewerb als Vierte nur knapp eine weitere Medaille. Bei den U23-Südamerikameisterschaften in Lima siegte sie sowohl im Einzelbewerb als auch mit der Staffel. Als Teil der brasilianischen Staffel nahm sie auch an den Olympischen Sommerspielen in Peking teil und belegte dabei ursprünglich den vierten Platz. Am 17. August 2016 wurde den russischen Läuferinnen Julija Tschermoschanskaja, Jewgenija Poljakowa, Alexandra Fedoriwa und Julija Guschtschina die Goldmedaille in der 4-mal-100-Meter-Staffel wegen Dopings aberkannt und Brasilien rückte dabei auf den Bronzerang vor.
2011 belegte sie bei der Universiade in Shenzhen den fünften Platz über 100 Meter und qualifizierte sich für die Weltmeisterschaften im südkoreanischen Daegu. Dort gelangte sie im Einzelbewerb in das Halbfinale und belegte mit der brasilianischen Sprintstaffel den achten Platz und wurde auch dort nach der Disqualifikation Trinidad und Tobagos um einen Platz vorgereiht. In diesem Jahr gewann sie auch die Goldmedaille bei den Panamerikanischen Spielen in Guadalajara über 100 Meter und mit der Staffel, wie auch bei den Ibero-amerikanischen Meisterschaften 2012 in Barquisimeto. Sie qualifizierte sich diesmal auch über 100 Meter für die Olympischen Spiele in London und gelangte dort bis ins Halbfinale und belegte mit der Staffel Platz sieben. 2013 nahm sie mit der Staffel an den Weltmeisterschaften in Moskau teil und schied dort in der Vorrunde aus. 2014 gewann sie bei den Ibero-amerikanischen Meisterschaften in São Paulo ebenso Gold mit der brasilianischen Mannschaft.
2015 verpasste sie bei den Panamerikanischen Spielen in Toronto als Vierte über 100 Meter und mit der Staffel jeweils nur knapp eine Medaille. Bei den Weltmeisterschaften in Peking gelangte sie über 100 und 200 Meter ins Halbfinale und schied mit der Staffel bereits in der Vorrunde aus. Im Oktober gewann sie bei den Militärweltspielen im südkoreanischen Mungyeong Gold im 100 Meter Lauf und mit der Staffel sowie Bronze über 200 Meter. 2016 nahm sie zum ersten Mal an den Hallenweltmeisterschaften in Portland teil und gelangte dprt über 60 Meter bis in das Halbfinale. Bei den Ibero-amerikanischen Meisterschaften in Rio de Janeiro siegte sie über 100 Meter. Wenig später gelangte sie bei den Olympischen Spielen über 100 Meter bis in das Semifinale und wurde mit der Staffel im Vorlauf disqualifiziert. 2017 gelangte die brasilianische Mannschaft bei den World Relays auf den Bahamas in das Finale, konnten ihren Lauf dort aber nicht beenden. Bei den Südamerikameisterschaften in Luque siegte sie mit der brasilianischen Mannschaft, konnte ihre Finalläufe über 100 und 200 Meter aber nicht beenden oder trat dort nicht an. Bei den Weltmeisterschaften in London verbesserte sie im Halbfinale über 100 Meter den von der Ecuadorianerin Ángela Tenorio gehaltenen Südamerikarekord auf 10,91 Sekunden und ist somit erst die zweite Südamerikanerin, die den 100 Meter Lauf unter 11 Sekunden unter regulären Bedingungen absolvierte. Im Finale belegte sie dann den siebten Platz, gelangte über 200 Meter in das Halbfinale und belegte auch mit der Staffel den siebten Platz.
2018 nahm sie an den Hallenweltmeisterschaften in Birmingham teil, schied dort aber mit 7,32 s in der ersten Runde aus. Anfang Juni belegte sie bei den Südamerikaspielen in Cochabamba in 11,39 s den sechsten Platz über 100 Meter, ehe sie bei den Ibero-Amerikanischen Meisterschaften in Trujillo in 11,44 s die Bronzemedaille hinter ihrer Landsfrau Vitória Cristina Rosa und der Ecuadorianerin Tenorio sicherte. Zudem musste sie sich über 200 Meter nach 23,92 s nur Rosa geschlagen geben und gewann somit Silber. Im Jahr darauf siegte sie bei den Panamerikanischen Spielen in Lima mit der Staffel in 43,04 s und qualifizierte sich über 100 Meter erneut für die Weltmeisterschaften in Doha, bei denen sie aber mit 11,32 s in der Vorrunde ausschied und mit der Staffel im Vorlauf disqualifiziert wurde. Anschließend siegte sie mit der Staffel bei den Militärweltspielen in Wuhan in 43,29 s und sicherte sich über 100 Meter in 11,39 s die Silbermedaille hinter der Französin Carolle Zahi. 2020 siegte sie bei den erstmals ausgetragenen Hallensüdamerikameisterschaften in Cochabamba in 7,34 s über 60 Meter. Bei den World Athletics Relays 2021 im polnischen Chorzów wurde sie im Vorlauf der 4-mal-100-Meter-Staffel disqualifiziert. Ende Juli startete sie über 100 m bei den Olympischen Sommerspielen in Tokio und schied dort mit Saisonbestleistung von 11,33 s in der Vorrunde aus und verpasste auch mit der Staffel mit 43,15 s den Finaleinzug.
2022 verteidigte sie bei den Hallensüdamerikameisterschaften in Cochabamba und verbesserte den Meisterschaftsrekord auf 7,24 s. Anschließend wurde sie bei den Hallenweltmeisterschaften in Belgrad in der ersten Runde disqualifiziert. Im Mai kam sie bei den Ibero-Amerikanischen Meisterschaften in La Nucia mit der 4-mal-100-Meter-Staffel nicht ins Ziel. Im Jahr darauf siegte sie in 43,47 s mit der Staffel bei den Südamerikameisterschaften in São Paulo und anschließend schied sie bei den Weltmeisterschaften in Budapest mit 43,46 s in der Vorrunde aus.
In den Jahren 2008 und 2012 sowie 2017 und 2019 wurde Santos brasilianische Meisterin im 100-Meter-Lauf sowie 2012 auch über 200 Meter und 2017 und 2020 in der 4-mal-100-Meter-Staffel.

## Persönliche Bestzeiten
- 100 Meter: 10,91 s (−0,2 m/s), 6. August 2017, London (Südamerikarekord)
  - 60 Meter (Halle): 7,17 s, 13. Februar 2016, Berlin
- 200 Meter: 22,77 s (+1,7 m/s), 7. Juni 2015, Birmingham